# Asplenium indicum
Asplenium indicum är en svartbräkenväxtart som beskrevs av Sledge. Asplenium indicum ingår i släktet Asplenium och familjen Aspleniaceae. Inga underarter finns listade.